# Lucille Ball
Lucille Désirée Ball (Jamestown, 6 agosto 1911 – Beverly Hills, 26 aprile 1989) è stata un'attrice, comica e produttrice televisiva statunitense.
È nota principalmente per la sitcom Lucy ed io.

## Biografia
Lucille Ball mosse i primi passi nel mondo dello spettacolo posando come modella per una rivista, e nel 1933 riuscì ad interpretare un ruolo per la casa cinematografica MGM, nel film Il museo degli scandali (1933); dopo questa sua prima interpretazione ne seguirono altre in piccoli ruoli per la Columbia e la RKO. Dopo una serie di ruoli di contorno, tra cui quello dell'attricetta senza lavoro in Palcoscenico (1937), e della partner dei fratelli Marx in Servizio in camera (1938), nel 1942 fu impegnata in una parte drammatica nel film Dedizione (1942), con Henry Fonda. Per tutti gli anni quaranta, sarebbe stata ancora impegnata nel cinema, soprattutto in commedie e musical.
Con Desi Arnaz interpretò, dal 1951 al 1957, la serie televisiva Lucy ed io (I Love Lucy), nel ruolo di un'affettuosa e un po' svagata madre di famiglia le cui velleità artistiche le procurano una serie di guai. Nel 1957 la coppia Ball-Arnaz aveva rilevato, per conto della propria casa di produzione televisiva, chiamata "Desilu", gli studi della RKO, dove in seguito sarebbero state girate importanti produzioni televisive, come Star Trek (la prima serie) e Missione impossibile.

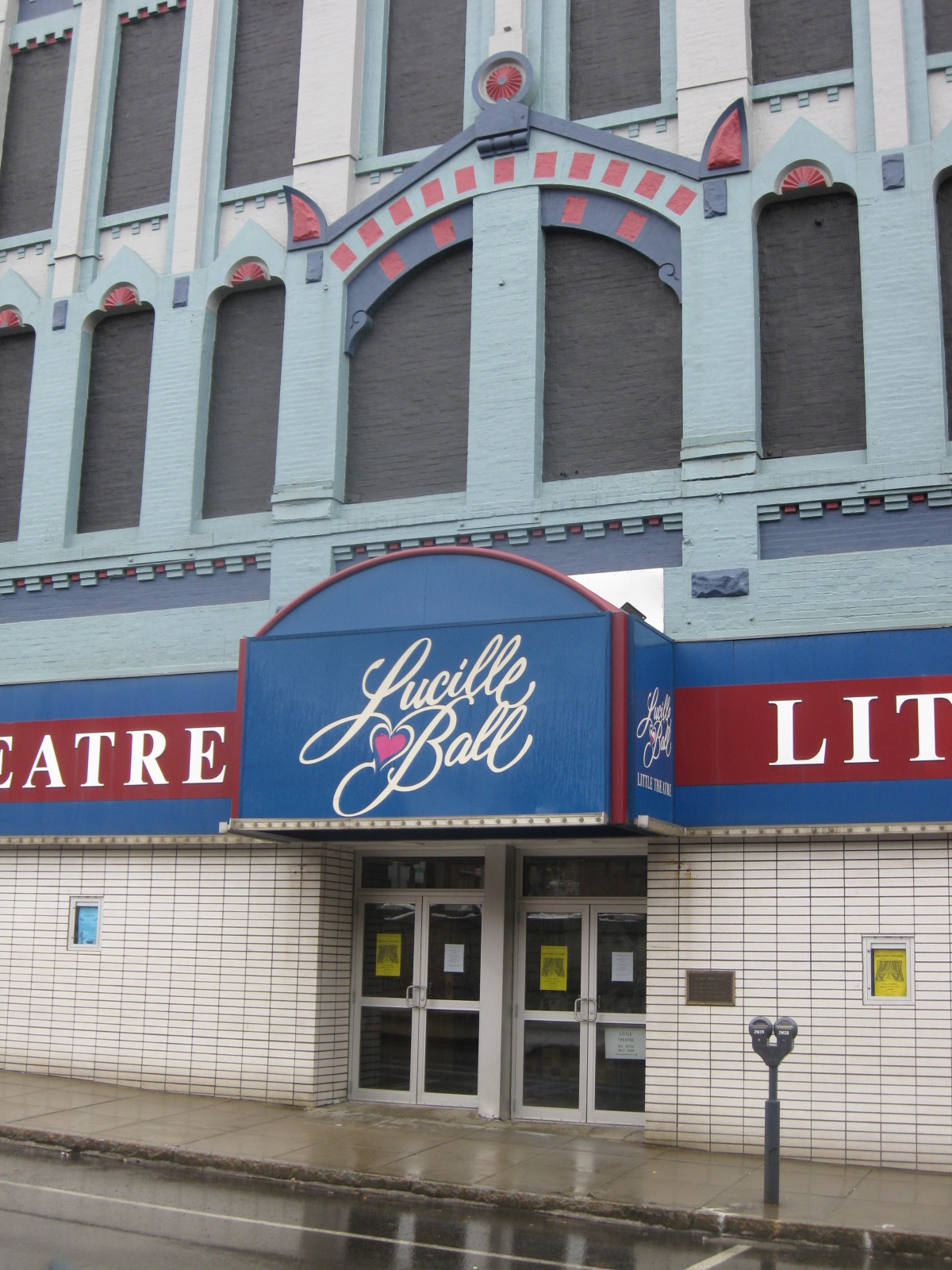
Il Lucille Ball Little Theatre a New York

Nel 1962 ottenne nuovo successo come protagonista della sitcom The Lucy Show, al fianco dell'attore e amico Gale Gordon, sua fedele spalla. Lucille Ball continuò a riscuotere grande successo per più stagioni: la serie proseguì fino al 1968. Interpretò poi un'altra sitcom, Here's Lucy, che impegnò l'attrice fino al 1974, dandole anche l'occasione di recitare accanto ai suoi due figli. Nel 1965 il pilot originale per la serie classica di Star Trek venne rifiutato dalla NBC perché ritenuto "troppo cerebrale". Lucille Ball usò la sua considerevole influenza televisiva per spingere la NBC a dare un'altra chance al creatore Gene Roddenberry. Il successivo episodio pilota intitolato Where No Man Has Gone Before fu accettato e Star Trek venne alla luce.
Per quanto l'attività televisiva la tenesse impegnata, l'attrice non abbandonò comunque il cinema. Nel 1954 aveva interpretato una commedia diretta da Vincente Minnelli, dal titolo Dodici metri d'amore, al fianco di Desi Arnaz, e dopo due film al fianco del comico Bob Hope nei primi anni sessanta, Lucille Ball avrebbe preso parte alla commedia familiare Appuntamento sotto il letto (1968), di Melville Shavelson, insieme a Henry Fonda. La sua ultima esperienza sullo schermo fu come protagonista della trasposizione cinematografica di un musical, Mame (1974) di Gene Saks, ma la sua interpretazione non convinse né il pubblico né la critica, e il grave insuccesso della pellicola spinse l'attrice ad abbandonare il cinema.
Dopo diversi anni di assenza dalla televisione, se non come ospite di revival e talk show, nel 1986 tornò ad essere interprete di una sitcom, dal titolo Life With Lucy, che però non riscosse il successo sperato. La serie venne interrotta dopo solo otto puntate. Lucille Ball morì a causa di un aneurisma all'aorta. Da diversi anni soffriva di artrite reumatoide. Il 6 luglio 1989 le è stata concessa (postuma) la medaglia presidenziale della libertà dal Presidente degli Stati Uniti George H. W. Bush.

## Vita privata
Nel 1940 sposò il direttore d'orchestra di origini cubane Desi Arnaz. Il matrimonio con lui - da cui nacquero due figli, Desi Arnaz Jr. e Lucie - terminò nel 1960 con il divorzio (che provocò anche la cancellazione della sitcom The Lucy-Desi Comedy Hour, che vedeva i due attori protagonisti nel ruolo di marito e moglie) e l'anno successivo l'attrice si risposò con Gary Morton. 
Ball era una grande ammiratrice dei Kit-Cat Klock: orologi da parete che ricordano nell'aspetto il gatto Felix. Risulta che ne avesse comprati a dozzine da dare in regalo.

## Filmografia parziale

### Cinema

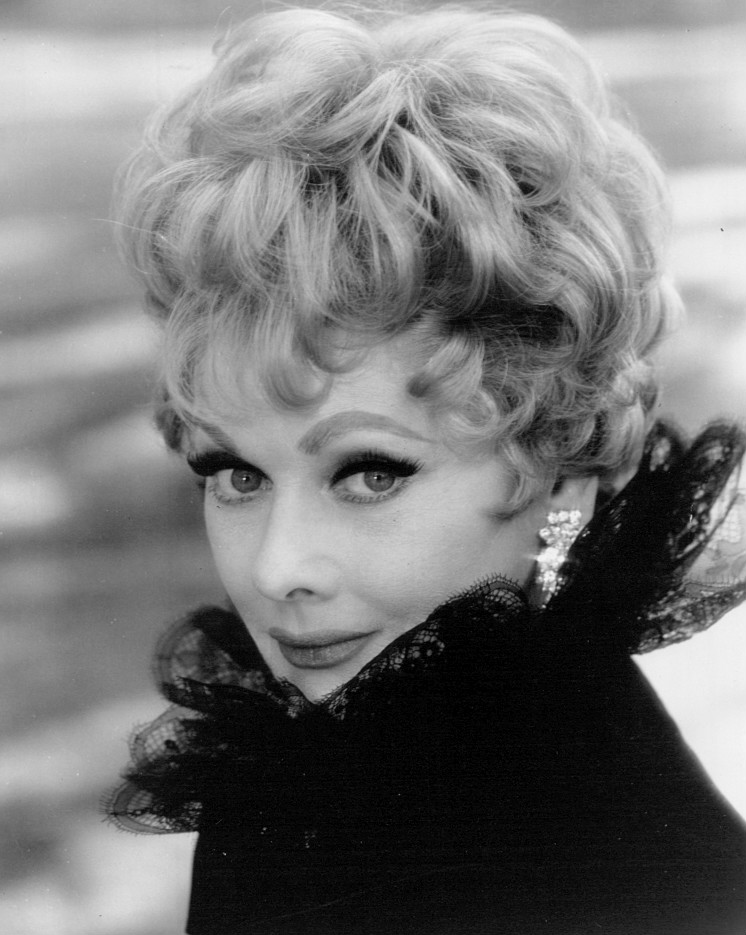
La Ball nel 1976

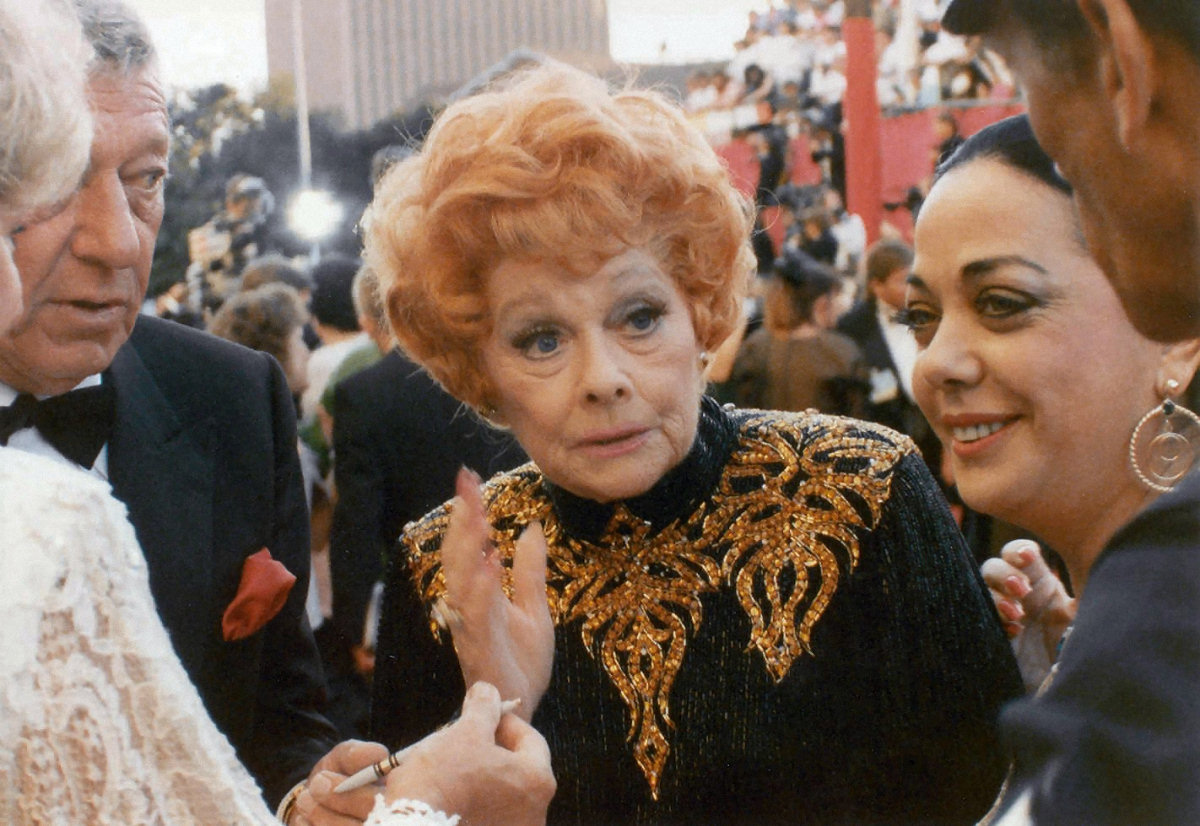
L'ultima apparizione pubblica dell'attrice ai premi Oscar 1989 col marito Gary Morton

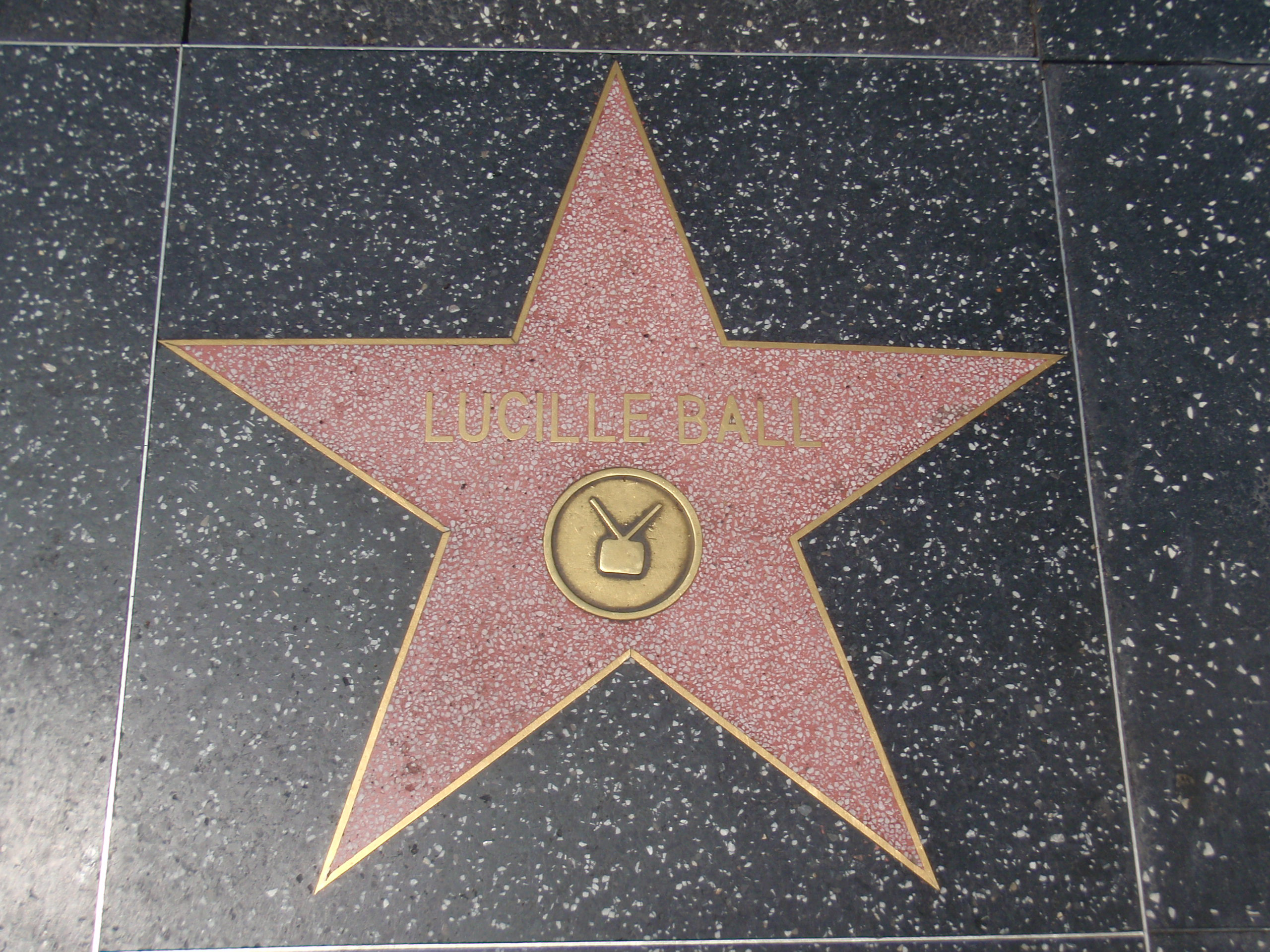
Stella sulla Hollywood Walk of Fame

- Spavalderia (Passed), regia di Raoul Walsh (1933) - non accreditata
- Broadway Thru a Keyhole, regia di Lowell Sherman (1933) - non accreditata
- Blood Money, regia di Rowland Brown (1933) - non accreditata
- Il museo degli scandali (Roman Scandals), regia di Frank Tuttle (1933) - non accreditata
- La moglie è un'altra cosa (Moulin Rouge), regia di Sidney Lanfield (1934) - non accreditata
- Nanà (Nana), regia di Dorothy Arzner, George Fitzmaurice (1934)
- Hold That Girl, regia di Hamilton MacFadden (1934) - non accreditata
- Alla conquista di Hollywood (Bottoms Up), regia di David Butler (1934)
- Il mistero del varietà (Murder at the Vanities), regia di Mitchell Leisen (1934)
- Un'ombra nella nebbia (Bulldog Drummond Strikes Back), regia di Roy Del Ruth (1934)
- Gli amori di Benvenuto Cellini (The Affairs of Cellini), regia di Gregory La Cava (1934)
- Il tesoro dei faraoni (Kid Millions), regia di Roy Del Ruth (1934)
- Perfectly Mismated, regia di James W. Horne (1934) - non accreditata – cortometraggio
- Strettamente confidenziale (Broadway Bill), regia di Frank Capra (1934)
- Carnival, regia di Walter Lang (1935)
- Tutta la città ne parla (The Whole Town's Talking), regia di John Ford (1935)
- Roberta, regia di William A. Seiter (1935)
- Cappello a cilindro (Top Hat), regia di Mark Sandrich (1935)
- I tre moschettieri (The Three Musketeers), regia di Rowland V. Lee (1935)
- Notte di carnevale (I Dream Too Much), regia di John Cromwell (1935)
- La villa del mistero (Muss 'em Up), regia di Charles Vidor (1936)
- Seguendo la flotta (Follow the Fleet), regia di Mark Sandrich (1936)
- Sogni dorati (Farmer in the Dell), regia di Ben Holmes (1936)
- Sotto i ponti di New York (Winterset), regia di Alfred Santell (1936)
- La ragazza di Parigi (The Girl from Paris), regia di Leigh Jason (1936)
- Palcoscenico (Stage Door), regia di Gregory La Cava (1937)
- Gioia d'amare (Joy of Living), regia di Tay Garnett (1938)
- Vacanze d'amore (Having Wonderful Time), regia di Alfred Santell (1938)
- Servizio in camera (Room Service), regia di William A. Seiter (1938)
- Il mio prossimo matrimonio (Next Time I Merry), regia di Garson Kanin (1938)
- La tragedia del Silver Queen (Five Came Back), regia di John Farrow (1939)
- Balla, ragazza, balla (Dance, Girl, Dance), regia di Dorothy Arzner, Roy Del Ruth (1940)
- Marinai allegri (A Girl, a Guy and a Gob), regia di Richard Wallace (1941)
- La valle degli uomini rossi (Valley of the Sun), regia di George Marshall (1942)
- Dedizione (The Big Street), regia di Irving Reis (1942)
- Tre ragazze e un caporale (Seven Days' Leave), regia di Tim Whelan (1942)
- Mademoiselle du Barry (DuBarry Was a Lady), regia di Roy Del Ruth (1943)
- La parata delle stelle (Thousands Cheer), regia di George Sidney (1943)
- Senza amore (Without Love), regia di Harold S. Bucquet (1945)
- Ziegfeld Follies, regia di Lemuel Ayers, Roy Del Ruth (1945)
- Gianni e Pinotto a Hollywood (Bud Abbott and Lou Costello in Hollywood), regia di S. Sylvan Simon (1945)
- Il grattacielo tragico (The Dark Corner), regia di Henry Hathaway (1946)
- La taverna dei quattro venti (Two Smart People), regia di Jules Dassin (1946)
- Scandalo in famiglia (Lover Come Back), regia di William A. Seiter (1946)
- Sposarsi è facile, ma... (Easy to Wed), regia di Edward Buzzell (1946)
- Lo sparviero di Londra (Lured), regia di Douglas Sirk (1947)
- Gli affari di suo marito (Her Husband's Affairs), regia di S. Sylvan Simon (1947)
- Come divenni padre (Sorrowful Jones), regia di Sidney Lanfield (1949)
- Segretaria tutto fare (Miss Grant Takes Richmond), regia di Lloyd Bacon (1949)
- Il gigante di New York (Easy Living), regia di Jacques Tourneur (1949)
- Lo scandalo della sua vita (A Woman of Distinction), regia di Edward Buzzell (1950)
- Ai vostri ordini signora! (Fancy Pants), regia di George Marshall (1950)
- Accidenti che ragazza! (The Fuller Brush Girl), regia di Lloyd Bacon (1950)
- Il falco di Bagdad (The Magic Carpet), regia di Lew Landers (1951)
- 12 metri d'amore (The Long, Long Trailer), regia di Vincente Minnelli (1953)
- Il suo angelo custode (Forever, Darling), regia di Alexander Hall (1956)
- Un adulterio difficile (The Facts of Life), regia di Melvin Frank (1960)
- Mia moglie ci prova (Critic's Choice), regia di Don Weis (1963)
- Una guida per l'uomo sposato (A Guide for the Married Man), regia di Gene Kelly (1967)
- Appuntamento sotto il letto (Yours, Mine and Ours), regia di Melville Shavelson (1968)
- Mame, regia di Gene Saks (1974)

### Televisione
- Lucy ed io (I Love Lucy) – serie TV (1951-1957)
- The Bob Hope Show – serie TV, 1 episodio (1956)
- Westinghouse Desilu Playhouse – serie TV, episodi 1x05-2x10 (1958-1959)
- Make Room for Daddy – serie TV, 1 episodio (1959)
- The Phil Silvers Show – serie TV, 1 episodio (1959)
- The Ann Sothern Show – serie TV, 1 episodio (1959)
- Sunday Showcase – serie TV, 1 episodio (1959)
- The Lucy-Desi Comedy Hour – serie TV, 13 episodi (1957-1960)
- The Greatest Show on Earth – serie TV, episodio 1x13 (1963)
- Mr. and Mrs. – film TV (1964)
- Lucy in London – film TV (1966)
- Lucy Show – serie TV, 156 episodi (1962-1968)
- Swing Out, Sweet Land – film TV (1970)
- Make Room for Granddaddy – film TV (1971)
- Here's Lucy – serie TV, 144 episodi (1968-1974)
- Happy Anniversary and Goodbye – film TV (1974)
- Lucy Gets Lucky – film TV (1975)
- Three for Two – film TV (1975)
- What Now, Catherine Curtis? – film TV (1976)
- Buongiorno, dottor Bedford (The Practice) – serie TV, 1 episodio (1976)
- Lucy Calls the President – film TV (1977)
- The Mary Tyler Moore Hour – serie TV, 1 episodio (1979)
- Cher... and Other Fantasies – special TV (1979)
- Vita da marciapiedi – film TV (1985)
- Life with Lucy – serie TV, 13 episodi (1986)

## Riconoscimenti
- Primetime Emmy Awards
  - 1967 - Migliore attrice protagonista in una serie commedia - Lucy Show (The Lucy Show)
  - 1968 - Migliore attrice protagonista in una serie commedia - Lucy Show (The Lucy Show)
- Television Academy Hall of Fame, 1984

## Doppiatrici italiane
- Wanda Tettoni in 12 metri d'amore, Sposarsi è facile ma..., Mademoiselle du Barry, Ai vostri ordini signora (Bob il maggiordomo), Il suo angelo custode
- Lydia Simoneschi in Accidenti che ragazza, Dedizione, Segretaria tuttofare
- Dhia Cristiani in Come divenni padre, Il gigante di New York, Mia moglie ci prova
- Rosetta Calavetta in Appuntamento sotto il letto, Una guida per l'uomo sposato
- Federica De Bortoli nei doppiaggi tardivi di The Lucy-Desi Comedy Hour e Lucy ed io - Il ritorno (s. 2-4)
- Renata Marini in Palcoscenico
- Rina Morelli in Il grattacielo tragico
- Laura Gianoli in Lucy Show
- Germana Dominici nel ridoppiaggio di Seguendo la flotta
- Ada Maria Serra Zanetti nel ridoppiaggio di Il grattacielo tragico
- Silvia Pepitoni nel doppiaggio tardivo di Servizio in camera
- Serena Verdirosi nel doppiaggio tardivo di Balla, ragazza, balla
- Alessia Amendola nel doppiaggio tardivo di Lucy ed io - Il ritorno (s. 5-6)

## Onorificenze
- Stella nella Hollywood Walk of Fame